# Chronos (personaggio)
Chronos è il nome di due personaggi dei fumetti pubblicati dalla DC Comics, entrambi criminali che presero il loro nome in codice dall'impersonificazione greca del Tempo e possiedono l'abilità di viaggiare nel tempo e manipolare la storia.

## Biografia dei personaggi

### David Clinton
Considerato da alcuni l'arci nemico di Atomo (Ray Palmer), Chronos cominciò la sua carriera come il ladruncolo David Clinton, che attribuì la sua consistente incarcerazione al suo tempismo, o alla mancanza di questo. Per migliorarlo, studiò il ritmo di alcuni pezzi di tempo e facendo pratica imparò a sincronizzare ognuna delle sue azioni con il ticchettio dell'orologio della prigione. Alla fine della sua condanna sviluppò uno straordinario senso del tempo che finì per utilizzare per la sua futura carriera criminale. Adottò quindi un costume colorato e l'alter ego di Chronos, il Ladro del Tempo. Clinton acquisì l'insana fascinazione per il tempo e sviluppò una serie di armi ingannevoli e trappole mortali basati su frammenti di tempo (orologi con lame come mani, meridiane volanti). Gli piaceva anche creare dei modi di dire basati sul tempo, come "Il Tempo è d'oro!" quando spruzzò gas dorato a Lanterna Verde.
Chronos fece il suo debutto ad Ivy Town, ma fu sconfitto da Atomo quando tentò di rubare un orologio atomico su un'idea ironicamente datagli da Ray Palmer. Si avvicinò a dedurre l'identità segreta dell'Atomo quando si rese conto che Atomo lo attaccò dopo subito dopo essere stato visto da Palmer, e riuscì a catturare Atomo e a rinchiuderlo in un orologio. Atomo fuggì dall'orologio mentre Chronos irrompeva in una volta, e utilizzò un trucco per fargli pensare di aver sbagliato. Tuttavia, Clinton riuscì ad evadere di prigione adattandosi all'orologio di una guardia, facendo sì che i ticchettii divenissero tanto forti da aprire la porta della sua cella. Poi tento di rubare una collezione di storici orologi ungheresi al cui interno di ognuno vi era una gemma, ma di nuovo fu sconfitto. Da lì in poi, Atomo sventò ogni suo piano, e ogni comparsa o nuovo crimine vedeva l'evoluzione della gamma di armi di Chronos. Il suo studio del tempo lo portò a delle invenzioni più intricate e rivoluzionarie - lenti che prevenivano che la gente assistesse a determinati eventi (per esempio, il suo veicolo per la fuga o altri oggetti specifici), circuiti incorporati nel suo costume che gli permettevano di controllare il flusso di tempo locale (congelando le persone nel tempo o alterando la sua personale percezione del tempo), una clessidra di tempo concentrato che poteva accelerare brevemente in alcuni punti e addirittura fare sì che i mattoni delle banche si sgretolassero in pochi secondi, e infine una macchina del tempo pienamente funzionante (dopodiché i progetti furono distrutti).
Una storia suggerì che Chronos potrebbe aver ricevuto aiuto da una versione futura di sé stesso, ma non è chiaro da quale preciso periodo venisse questo altro Chronos. Un'altra storia, pubblicata in World's Finest Comics n. 321 (1985), suggerì che Chronos fece una transizione dal piccolo ladro con trucchi temporale fino a diventare un vero viaggiatore del tempo dopo essere venuto a conoscenza del Dr. Fox (forse chiamato così in onore di Gardner Fox), uno scienziato criminale che non fu mai catturato e che fu descritto da Chronos come "la mente più grande dopo quella di Einstein". Il Chronos pre-Crisi era un membro dei Campioni del Crimine, un trio di criminali provenienti da Terra-Uno che si allearono con un altro trio di criminali di Terra-Due al fine di commettere dei furti, per poi fuggire nell'altro mondo utilizzando un dispositivo vibrante che il Violinista scoprì per caso. Chronos fu in grado di fuggire da Wonder Woman, Batman e Lanterna Verde dopo aver rubato un milione di dollari dalla Power City Bank. Quando i Campioni del Crimine di Terra-Due impersonarono i Campioni del Crimine di Terra-Uno, Icicle impersonò Chronos con l'aiuto della magia tibetana del Mago, e combatté contro Batman, Wonder Woman e Lanterna Verde, facendo toccare loro gomma, animale e vetro come parte di un incantesimo per intrappolare la Justice League. Su Terra-Due, Chronos tentò di rubare un raro orologio da un faro, e utilizzò il suo orologio vibrazionale per mettere Aquaman in coma, ma Superman riuscì a tirarlo fuori e a catturare Chronos, schiacciando il suo orologio. La JLA e la Justice Society of America furono nuovamente catturate e rinchiuse magicamente in alcune gabbie nello spazio, ma con l'aiuto delle Lanterne Verdi riuscirono a fuggire e a ritornare sulla Terra. Chronos tentò di aiutare il Violinista a trovare la Terra 3 con la sua conoscenza del tempo, ma fu sconfitto da Martian Manhunter e Black Canary.
Con il passare del tempo, Chronos smise di rubare per i propri scopi personali e cominciò a rubare per finanziare la sua ricerca sul tempo. Atomo aveva sempre sventato i crimini di Chronos, ma questa volta decise di voltare le spalle all'umanità e si ritirò in un pacifico isolamento con un gruppo di alieni alti circa 12 cm nella giungla dell'Amazzonia. Chronos ebbe sempre più successo senza l'intervento di Atomo, ma si tirò addosso l'attenzione di Blue Beetle (Ted Kord) quando tentò di ricattare uno degli impiegati della Kord Inc.. Combatté contro Beetle durante la rivolta anti-eroi di Darkseid. Durante uno scontro con Beetle, Chronos fu scagliato 100 milioni di anni nel passato dove incontro Capitan Atomo, anche lui perso nel tempo. Successivamente incontrò Superman che viaggiava nel tempo che Chronos manipolò perché lo aiutasse a tornare a casa.
Dopo essere tornato al presente, Chronos riuscì ad utilizzare la sua tecnologia per manipolare il mercato dei soldi per ammassare una fortuna. Tuttavia, i suoi sforzi illegali furono scoperti e lui fu quindi riportato in prigione. Fu liberato da Calendar Man per lavorare con i Nemici del Tempo, ma fu catturato dai Teen Titans. Disperato ed umiliato, Chronos accettò una drastica opportunità: accettò l'offerta del demone Neron e scambiò la sua anima per l'abilità metaumana di viaggiare nel tempo. Tuttavia, gli scambi con Neron non erano mai onesti e Chronos scoprì che ogni viaggio nel flusso temporale accelerava il suo processo di invecchiamento. Un uomo che avrebbe dovuto essere in salute, divenne un vecchietto. Gli sforzi di Clinton di bypassare questo difetto - passare la sua età artificiale in giovinezza e intercettare gli altri viaggiatori temporali nel tentativo di acquisire la loro tecnologia - lo portarono brevemente in conflitto con la Legione dei Super-Eroi, spesso confondendo in qualche modo una sequenza non lineare di eventi.
Tutti gli esperimenti di Clinton e il "dono" di Neron cominciavano a farsi sentire nel corpo di Chronos, che cominciò a perdere il senso dell'”adesso”. Cominciava ad avere problemi nel restare localizzato nel tempo e cominciò a svanire nel nulla. La sua scomparsa fu sufficiente per lui perché fosse dichiarato morto e la speculazione suggerì che poteva essere scivolato nel “Vuoto” del tempo. Fu tenuto un funerale simbolico e la sua ricerca fu passata al secondo Chronos (Walker Gabriel). Essendo il viaggio nel tempo ciò che è, la morte legale di David Clinton non significò la fine della sua presenza nell'Universo DC; da lì comparve numerose volte, come durante la Crisi d'identità, quando affermò di aver viaggiato avanti nel tempo fino ad un punto pochi attimi prima della sua scomparsa finale. Questa preveggenza (sospetta) della sua morte portò ad un comportamento imbronciato e sottomesso.
In The All-New Atom n. 12, si scoprì che il mattacchione tizio degli Anagrammi che stava testando ed aiutando Ryan Choi (il nuovo Atomo) non era altro che lo stesso Chronos. Nel n. 20, si rivelò che era lui il cervello dietro tutti gli strani avvenimenti che circondavano Ivy Town fin dall'inizio della serie. Il suo piano di vendetta era di distruggere tutto ciò che Ray Palmer amava.
Chronos riuscì nel suo intento unendo le forze con Lady Chronos, una nuova compagna e amante che una volta era Jia, l'interesse romantico di Ryan ai tempi del liceo. Con l'intima conoscenza di Jia a proposito di Ryan, Chronos riuscì ad aggiungere un ulteriore strato di credibilità alla sua astuzia, falsificando anni di corrispondenza e di amicizia epistolare tra Ryan e Ray Palmer, spingendo Ryan a seguire le orme di Ray solo per metterlo in disgrazia agli occhi di Ivy Town, facendo vergognare l'eredità di Atomo per sempre.
Con l'aiuto del vero Ray Palmer, Ryan riuscì a sopraffare la coppia, e fece sì che David e Jia non potessero più commettere crimini ad Ivy Town. Il duo si ritirò nella linea temporale, dove furono notati da Starro il Conquistatore che, dopo essere stato fermato dal suo tentativo di ottenere il totale dominio sul tempo catturando Rip Hunter e i Time Masters, si vendicò dominando le menti di Chronos e di Lady Chronos, utilizzandoli per viaggiare nel tempo e mettere Booster Gold contro Rip, eradicando così i Time Masters.

### Walker Gabriel
Walker Gabriel venne in possesso delle ricerche di David Clinton dopo la sua morte. Divenne il secondo Chronos e fu il protagonista di una serie omonima di breve durata pubblicata dalla DC Comics, agendo sia da eroe che da criminale a seconda delle circostanze, e incorrendo spesso nei Linear Men. Si rivelò poi che era il figlio di un teorico temporale che lavorò con Clinton e che creò Chronopolis, la città oltre il tempo. La serie fu pubblicata per un totale di 12 numeri (incluso il crossover 1000000, di cui ottenne anche la numerazione) tra il marzo 1998 e il febbraio 1999, per poi concludersi con Gabriel che si auto-spazzava via dalla storia al fine di salvare la vita di sua madre. La natura di Chronopolis, però, intendeva che egli esistesse ancora nonostante non fosse mai nato. Eppure, a causa di una indefinita serie di eventi, ci furono due Walker Gabriel in vita: uno fuori dal tempo, e uno all'interno, ma solo nel punto in cui si rimosse da esso. Dopo di ciò, la linea temporale strabordò e rimase il solo Chronos. Gabriel ebbe numerosi incontri con i Linear Men e incontrò anche Destino degli Eterni durante la serie.
Gabriel comparve brevemente nelle pagine di JSA (2005); qui, fu ucciso da Per Degaton quando fu colpito da un'auto un decennio prima che ricevesse i suoi poteri; tuttavia, come nel caso delle avventure che finiscono male per Degaton, la sua morte fu invertita.
Più recentemente, Gabriel ebbe un cammeo in "Superman Beyond 3D" n. 1 come uno degli abitanti del Limbo.

### Lady Chronos (Jia)
Jia, una giovane donna cinese di Hong Kong, era la fidanzata di lunga data del giovane e socialmente imbarazzante Ryan Choi, lo stereotipo di nerd più interessato alle scienze che alla vita sociale. Infine, Jia e Ryan si divisero, e lei finì per sposare un atleta locale, Alvin, un tizio che a scuola fece di tutto per rendere miserabile la vita di Ryan.
Ryan Choi, ora un insegnante Americano e il nuovo Atomo, alla Ivy University, fu contattato nuovamente da Jia, che affermava che suo marito, che morì in circostanze misteriose, ricomparve come non morto che l'assillava e la inseguiva. Ryan, provando ancora qualcosa per Jia, corse fino ad Hong Kong per combattere la minaccia di Alvin e della sua gang di bulli non morti.
Qui, Alvin rivelò di come fu Jia ad assassinarlo, e che era ben lontana dall'essere una donna indifesa che fingeva di essere per riaccendere il suo rapporto con Ryan. Infine, i due si separarono di nuovo.
Qualche tempo più tardi, Jia venne in possesso delle ricerche di Clinton, e divenne così il terzo Chronos, o come si fece conoscere successivamente, Lady Chronos. Indossando una versione femminile del classico costume di Clinton, si alleò proprio con Clinton nel tentativo di distruggere Ivy Town e rovinare la reputazione di Atomo una volta per tutte. Utilizzando la sua conoscenza di Ryan, aiutò Chronos a progettare una corrispondenza fasulla con Ryan, donandogli la cintura rimpicciolente che utilizzava per diventare Atomo, ma piantando il seme della sua caduta, intrappolando parte dei cittadini di Ivy Town in un microverso tenuto in strani costrutti virali nascosti nel flusso sanguigno di Ryan.
Con l'aiuto dell'ex Atomo, Ray Palmer, Ryan schivò il proiettile, ma si sentì lo stesso responsabile del comportamento disonesto di Jia.
Jia affermò che Dwarfstar, il maestro assassino e nemesi rimpicciolente di Ryan, era il suo "primo nato". Se parlasse letteralmente, o metaforicamente poiché entrambi gli uomini ebbero i loro poteri a causa delle sue azioni, rimane ignoto.
Lady Chronos comparve poi come pedina controllata mentalmente di Starro il Conquistatore, insieme a Chronos. Durante la sua battaglia contro Booster Gold per assicurare il dominio di Starro sul flusso temporale, rivelò di conoscere con una certa intimità le future avventure di Booster e di sua sorella Goldstar, avendone osservato le interazioni.

## Poteri e abilità
Inizialmente David Clinton non possedeva dei veri superpoteri e compiva i suoi crimini principalmente grazie al suo grande senso del tempo e alle sue doti acrobatiche. Col passare degli anni inventerà numerosi gadget temporali, tra cui vere e proprie macchine del tempo. Dopo aver venduto l'anima a Neron, David otterrà potere di potersi spostare liberamente nel tempo e di manipolarne lo scorrere.
Walker Gabriel indossa una speciale tuta che gli concede abilità analoghe a quelle di Clinton.
Anche Jia possiede abilità analoghe ai suoi due predecessori.

## Altre versioni
- Nel fumetto Vendicatori/JLA, Chronos è tra i criminali chiamati a difendere la base di Krona nel n. 4. Venne poi sconfitto da Wasp.

## In altri media

### Televisione
- Una nuova versione di Chronos comparve negli episodi "Ritorno al passato" e "Ritorno al futuro" della serie televisiva Justice League Unlimited, doppiato in originale dall'attore Peter MacNicol. In questa incarnazione, David Clinton è un piccolo insignificante professore dell'epoca di Batman of the future. Veniva spesso ostracizzato dai suoi colleghi per le sue teorie sul viaggio nel tempo, ma segretamente perfezionò un dispositivo per questo viaggio. Ignaro dei problemi dei paradossi temporali, utilizzò il dispositivo per aggiungere alla sua collezione dei rari artefatti, rubando gli articoli dal passato in punti in cui non sarebbero mai stati mancanti (ad esempio il pettine di Cleopatra, una prima versione della Magna Carta, ecc.). Infine, l'incessante predominanza di sua moglie Enid guidò Clinton a rifugiarsi nel passato. Mentre tentava di rubare la cintura multiuso di Batman, attrasse l'attenzione di Batman, di Wonder Woman e di Lanterna Verde, e mentre cercava di fuggire, gli eroi lo seguirono e furono accidentalmente catapultati nel vecchio West. Nel tempo tra il suo arrivo e quello degli eroi, la cintura rubata da Clinton fu requisita da un criminale locale di nome Tobias Manning che la utilizzò per rubare la tecnologia del futuro e dominare la città.

Una volta che i Leaguers lo trovarono, con l'aiuto di un certo cacciatore di taglie, Jonah Hex ed altre figure (Bat Lash, Ohiyesa Smith e El Diablo), Clinton aiutò la League e gli eroi del West a sconfiggere Manning. Una volta libero, però, Clinton, affamato di potere e progressivamente instabile, ingannò Batman permettendogli di riprendere la cintura e ritirarsi nel flusso temporale al fine di diventare "l'indiscusso maestro di spazio e tempo", adottando così l'identità di Chronos.
I tre Leaguers lo seguirono nel futuro, dove scoprirono che i suoi viaggi nel tempo avevano avuto un forte impatto sulla linea temporale; il Titanic e la Torre di Pisa erano situati vicino all'architettura di Gotham, tra le altre cose bizzarre. Le azioni irresponsabili di Chronos stavano causando un collasso del tempo. Batman e Lanterna Verde (Wonder Woman fu cancellata dall'esistenza) si allearono con il resto della Justice League Unlimited: Warhawk, Static, Batman (Terry McGinnis) e la versione futura di Bruce Wayne (questo Bruce notò che non aveva ricordi riguardo all'aver sperimentato questi eventi da giovane).
Costrinsero la spaventata Enid a portarli da Clinton - nella cella del vecchio West che Clinton portò nel futuro, dove dormiva ogni notte (presumibilmente perché nella cella visse una vacanza lontano da sua moglie, e quindi per lui era più confortevole). Dopo un'acuta battaglia, solo Batman, Lanterna Verde e Chronos furono lasciati inabili. Mentre il tempo intorno a loro si sgretolava, Chronos fuggì nel flusso temporale desideroso di tornare all'inizio del tempo per ricostruirlo e fare di sé stesso un dio. Gli eroi lo catturarono, e Batman inserì un disco nella cintura di Chronos che invertì qualsiasi cosa che accadde prima che raggiungessero l'Inizio.
Lanterna Verde e Batman tornarono al giorno presente (riottenendo i ricordi della loro esperienza), e Lanterna Verde si tagliò sulla fronte durante il combattimento, Wonder Woman non ne ebbe e lo stesso Clinton rimase bloccato in un loop temporale permanente degli ultimi secondi della sua vita prima che tutto cominciasse, che significava sorbire sua moglie Enid che lo rimproverava per l'eternità (molto simile al film Ricomincio da capo).
- Chronos comparve nell'episodio "Atom nella giungla" della serie animata Batman: The Brave and the Bold. Ritornò per attaccare la città causando la ricerca di Ray Palmer da parte di Batman e Ryan Choi. Alla fine dell'episodio, Batman, Ryan Choi e Aquaman combatterono contro Chronos mentre Ray Palmer rimase con i Kartathiani.
- In Legends of Tomorrow il personaggio, interpretato da Dominic Purcell è molto diverso, infatti si tratta di Mick Rory, membro della squadra di supereroi viaggiatori del tempo che però, a causa del suo comportamento ribelle e instabile, è stato abbandonato dal gruppo in un luogo sconosciuto, poi Time Masters lo hanno tratto in salvo, addestrandolo, facendo di lui un loro sicario, sotto il nome di Chronos.

### Miscellanea
- Chronos comparve nel n. 22 della serie a fumetti SuperFriends, basata sull'omonima serie televisiva[7].
- In un numero della serie a fumetti Justice League Adventures (adattamento della serie animata Justice League) dal titolo "Wolf's Clothing", Chronos catturò la League e decise di venderli ad un'asta al migliore offerente (anche se si rivelò essere un piano degli eroi per catturare più criminali possibili). In un altro numero di nome "The Moment", Flash e Atomo scoprirono che viaggiò nel passato per prevenire la morte di suo fratello Bobby in un incendio, ma la sua interferenza - al punto che le sue multiple versioni continuavano a viaggiare indietro nel tempo allo stesso momento per cercare di cambiare la storia - minacciando di distruggere la linea temporale, costringendoli a portare suo fratello nel futuro per convincere Chronos ad andare avanti dopo la sua morte.